# Ardoisières de La Pouëze
 (avril 2019).
Les ardoisières de La Pouëze sont une exploitation de schistes ardoisiers sur la commune de La Pouëze (Maine-et-Loire) au sein du Massif armoricain.
Le gisement se trouve dans l'alignement exact des ardoisières de Trélazé. Il fait partie de la bande Angers, Trélazé, Avrillé, Candé et il se poursuit en Loire-Atlantique : Grand Auverné, Saint-Vincent-des-Landes et Derval.

## Historique
Au XVe siècle existent déjà de petites exploitations à ciel ouvert à l'ouest de la commune (La Pinardière et La Bichetière vers Vern-d'Anjou).
En 1797, trois familles quittent la commune de Saint-Quentin-les-Anges (à la suite de la fermeture d'une petite ardoisière située à Chatelais) pour venir s'installer sur La Pouëze et ainsi poursuivre leur activité : les Chesneaux, les Gasnier, les Bellanger.
De 1800 à 1830, on parle d'exploitations appartenant à « des petits maitres » (Le Segréen, 10 mai 1952), une dizaine d'ouvriers travaillent au sein de ces exploitations.
Dans son livre Candé ancien et moderne, Pierre Louis Perron-Gelineau (né le 15 février 1808) évoque le tarissement du courant de l'Erdre vers 1825 (du côté de la Gachetière). En 1858, des recherches à l'initiative de M. Duponceau propriétaire du château de La Pouëze, ont permis d'expliquer la cause de ce phénomène, conséquence de l'arrêt d'anciennes carrières qui rejetaient l'eau dans l'Erdre au profit de nouvelles, qui elles rejetaient l'eau vers l'étang Saint-Nicolas. Dans son livre, il évoque « des carrières en activité, parfaitement montées de machines hydrauliques qui jetaient beaucoup d'eau ».
Entre 1832 et 1885, il est produit 5 à 7 millions d'ardoises et cela par une centaine d'hommes.
Plusieurs carrières furent exploitées : le Clos-Colas, l'Espérance, la Limanderie, la Fiogée et la Carterie.
En 1864, l'ingénieur des mines Brossard de Corbigny indique qu'il existe 3 fonds : l'Espérance (éboulé depuis peu et non exploité), le Clos Colas et la Fiogée où l'on travaille de nuit grâce à l’électricité.
La Fiogée: La carrière Goupil ou Fiogée employa jusqu'à 200 ouvriers et la carrière Bouet fabriqua jusqu'à 4 millions d'ardoises en 1861. Ce développement posa des problèmes de main-d'œuvre ce qui explique l'arrivée des Bretons, cause de l'augmentation de la population (+ 400 habitants), d'une mutation économique et sociale, bref du bouleversement de la vie locale.
L'Espérance: Le 3 juillet 1865, vente d'une carrière à ardoise dite de l'Espérance. La carrière appartenait à Léon Livenais (charpentier), Pierre Chaveneau, Louis Chevrollier, Pierre Morin, Pierre Choquenay, Pierre Esnault, Pierre Cotterel (les 6 derniers étant ouvriers de carrière et propriétaires demeurant à La Pouëze) et enfin Étienne Lorin (ouvrier de carrière ayant demeuré à Candé puis au Grand-Auverné). La vente comprenait : le champ du Clos-Colas contenant 71 ares 30 centiares, une pièce de terre, nommée le champ tardif, une portion de terrain dépendant autrefois de la carrière de la Fiogée, un pré nommé le Clos-Colas, une portion de terre à prendre dans le champ Tardif, un morceau de terre nommé le Petit Buisson, le tout d'un seul tenant formant la carrière de l'Espérance. L'adjudication comprenait en plus : le cabinet du régisseur, les écuries, les approvisionnements, machines à vapeur et tout le matériel servant à l'exploitation, ainsi que toutes les marchandises fabriquées et non vendues au moment de l'adjudication. Dans l'annonce, il est indiqué que cette carrière (de l'Espérance) était attenante à la commission des Ardoisières d'Angers, à la carrière du Clos Colas et à la carrière de la Fiogée.
Le Clos-Colas: Le 14 mars 1869, vente aux enchères du matériel servant à l'exploitation de la carrière du Clos-Colas (2 machines à vapeur, charrette, câble en fer et en chanvre, chariots, baquets, échelles, bassicots, billons, etc.).
La Carterie: Le 2 juillet 1872, mise en vente par adjudication du site des ardoisières de La Carterie (à la suite de la liquidation de la Société de la Carterie). Mise à prix 60 000 francs pour 16 hectares, du matériel, de l'outillage d'exploitation et des constructions. C'est la société Larivière et Cie qui en deviendra propriétaire en 1873. La vente comprenait notamment : une belle prairie dite le Champ de Foire (joignant le bourg de la Pouëze), les champs des Châteaux de la Carterie, le champ des Bignons, le champ de la Carterie, une partie du champ du petit Taillis, une partie du pré du Buissonnet, les buttes et le fonds de la carterie sur lesquelles sont élevées diverses constructions (ces immeubles sont d'un seul tenant et sont bordés sur une longueur de plus de 400 mètres par la route de la Pouëze à Brain), les vieux fonds de la Fiogée avec buttes, cinq corps de bâtiments servant d'ateliers, écuries, magasins, petits jardins et hangars. La vente comprenait également du matériel, notamment deux belles machines à vapeur avec leurs chaudières et accessoires, une forte pompe d'épuisement avec tuyaux, pans de bois, chariots, bassicots et autres ustensiles divers.
À partir de 1891, la commission des ardoisières contrôle toutes les exploitations sur La Pouëze  (toutes à proximité du bourg).
En 1894, dans son livre Richesses minérales de la France, E. de Villars évoque une production annuelle de 3 millions d'ardoises et 110 ouvriers (à titre de comparaison sur Trélazé à la même époque : 37 millions d'ardoises et 2 000 ouvriers).
En 1895, on vit venir à La Pouëze des Bretons ouvriers fendeurs (livre L'Industrie ardoisière en France: thèse pour le doctorat par Alain Noyer, 1934).
Le 1er janvier 1913, cambriolage du bureau de la comptabilité, le coffre fort contenant 13 200 francs (équivalent à 45 000 € en 2018) a été vidé. Le 5 janvier à Angers, la brigade mobile arrête un nommé Pierre Louis Poignonnec âgé de 30 ans (originaire de Saint-Hernin Anoud de Châteaulin dans le Finistère) avec sur lui 7 800 francs. Il sera condamné à 8 ans de travaux forcés et à la relégation.
Le 4 octobre 1913, dans le prolongement d'une grève aux ardoisières de Trélazé, formation d'un syndicat à La Pouëze. L'organisation de la réunion a généré un « déploiement extraordinaire de force policière » selon le camarade Péan. Ce dernier fait remarquer les bienfaits d'un syndicat car les ouvriers de La Pouëze gagnent beaucoup moins qu'à Trélazé (les fonceurs ne sont qu'à 3 Fr 50 par jour).
En juin 1920, le ministre de l'Hygiène, de l'Assistance et de la prévoyance Sociales publie un arrêté assimilant aux exploitations de mines les exploitations d'ardoisières dont celle de l'Espérance à La Pouëze.
Dans son édition du 14 mai 1930, la publication de la CGT, Le Peuple, évoque une tournée de propagande chez les ardoisiers de l'Ouest menée par René Bard. Après Trelazé, il fait escale à La Pouëze puis Misengrain, Bel Air, Segré, Coesmes et enfin Renazé. Pour Trelazé et La Pouëze, il évoque des « camarades ardoisiers vivement intéressés par le programme fédéral » et qui « manifestèrent leur entière sympathie à la fédération nationale des Travailleurs du Sous-sol. Aucune contradiction ne se manifesta, car les syndicalo-communistes n'existent pour ainsi dire pas dans ces deux milieux » ;
En 1932, on dénombre 60 maison ouvrières (1 300 pour Trélazé, 200 pour Misengrain, 150 pour Combrée, 390 pour Renazé). Livre L'Industrie ardoisière en France : thèse pour le doctorat par Alain Noyer 1934.
En 1952, dans le livre Les Annales des Mines, il est indiqué que les Ardoisières de l'Espérance à La Pouëze produisent l’équivalent de 4 % de la production nationale en bonne qualité (à titre de comparaison : 35 % pour Trélazé).
Le 9 mais 1952, le conseil général vient visiter les ardoisières de La Pouëze, ils sont reçus par le directeur de la Commission des Ardoisières M. Soulez Larivière. Il indique que les 300 ouvriers produisent en moyenne 40 tonnes chacun par an (contre 10 ans plus tôt). Il évoque également l’insuffisance de logement qui affecte environ un tiers du personnel (Le Segréen, 10 mai 1952).
En 1980, l'effectif est de 140 personnes (le site est alors exploité par les Ardoisières d'Angers).
En 1984, les ardoisiers en grève sont reçus à la mairie de La Pouëze et adressent un télégramme de revendication au Premier Ministre.
Un prolongement de l'exploitation du site fut tenté par le creusement d'une galerie en plan incliné (appelée « descenderie ») pour rejoindre la Carterie. Cette exploitation s'arrêta à la suite d'un effondrement en décembre 1989, condamnant la totalité du site de la Carterie.
La fabrication des ardoises dans l'atelier neuf, équipé de machines à fendre automatiques, fut maintenue quelques années avec de la pierre venant de Trélazé et de Noyant la Gravoyère/Misengrain.
Le travail de la pierre d'ardoise s'arrêta définitivement à La Pouëze en 1997.

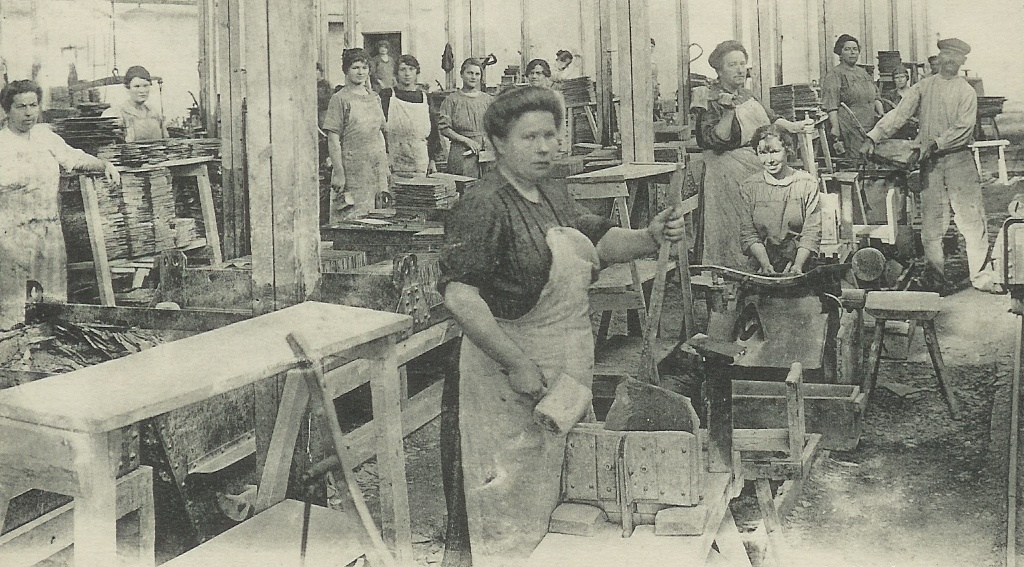
Les fendeuses remplacent les hommes mobilisés en 1914.
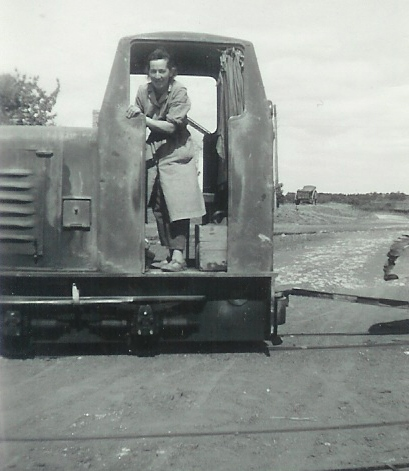
En 1950, une veuve d'ardoisier est autorisée à conduire des wagonnets.

## Les accidents
Le 18 décembre 1881, Charles Pelé décède en tombant au fond d'un puisard (profond de 160 pieds) qu'il était en train de creuser avec quatre autres ouvriers.
Le mardi 30 octobre 1883, Frédéric Riveau a été tué par un wagon qui revenait à vide sur une pente très inclinée. Le crochet de fer auquel était attaché le wagon s'étant rompu. La victime laissa une femme souvent malade et plusieurs enfants en bas âge.
Le 8 novembre 1889, d'importants éboulements provoquèrent l’arrêt de la production d'ardoise (sans provoquer d'accidents de personnes).
Dans la nuit du 12 au 13 juillet 1896, un éboulement considérable se produit dans la carrière à ciel ouvert. Une masse de terre d'environ 1 000 mètres cubes se détacha au milieu de la nuit. Depuis plus de 3 mois, il avait été remarqué une longue fissure. L'accident purement matériel occasionna un retard de travail d'environ une quinzaine de jours.
Dans la nuit du 12 au 13 décembre 1897, un éboulement important dans une carrière d'ardoise obligea les ouvriers à aller travailler aux carrières d'Angers. Quelques jours auparavant il avait été remarqué de nombreuses fissures, il avait alors été décidé d’arrêter les travaux. Le lundi suivant des membres de la Commission des Ardoisières sont venus à La Pouëze et ont donné l'ordre d'enlever la machine servant à monter la pierre.
Le 6 décembre 1898, un ouvrier d'à bas se tue en faisant une chute d'une hauteur de 4 mètres.
Le premier puits brûla le 23 octobre 1899 vers 6h00 du matin causant la mort de quatre personnes : Victor Delestre 43 ans directeur de la carrière, Julien Derouet 43 ans carrier, Jules Fresneau 32 ans clers d'abas et Adolphe Allard 43 ans chef mécanicien. Pendant toute la nuit du vendredi au samedi, il fut utilisé des ventilateurs pour aérer les galeries. Malgré cela, il ne fut pas possible pour les secours d'accéder aux victimes, il a alors été décidé d’inonder les galeries à l'aide de pompes à incendie pour faire s’échapper l'oxyde de carbone.
Le 11 janvier 1900, à la Chambre des députés, Laurent Bougère (député du Maine-et-Loire) sollicite une augmentation des crédits de 10 000 francs pour venir en aide aux 200 familles qui ont été dans l'obligation de quitter l'exploitation pour aller travailler dans les chantiers voisins.
le 22 septembre 1906, un nommé Trappu (48 ans) décède, écrasé par un énorme bloc de schiste.
En aout 1907, le cadavre de Joseph  Pierre Faucheux a été retrouvé noyé dans une carrière.
Le 21 juin 1909 vers 12h30, Arsène Jouin (26 ans et un enfant de 2 mois) en briquant des blocs d'ardoise dans le puits no 2 (c'est-à-dire passer des grosses chaines sous le bloc d'ardoise pour le faire monter à l'orifice du puits) fut quasi coupé en deux par une chaîne qui lui glissa dessus.
Le 19 février 1912, Pierre Laîné (47 ans, 1 enfant) se tue en glissant d'un échafaudage à 4 mètres de hauteur, il retombe sur une berline et se brise la colonne vertébrale.
Le 21 août 1916 s'est produit un terrible accident qui a causé la mort de 2 ouvriers. Un bloc énorme s'est détaché dans la chambre 4 (dont la mise en exploitation était récente), écrasant Jean Gaudin (environ 40 ans, marié et père de 2 enfants) et M. Picherit (environ 30 ans, célibataire).
Le 15 décembre 1920 vers 07h30, un bloc de schiste se détacha de la voûte écrasant un carrier : Eugène Lormoy 32 (père de 3 enfants).
Le 18 juin 1921, vers 9h00 du matin à la carrière de l'Espérance (chambre 1), le détachement d'un bloc de pierre tua deux ouvriers : Georges Vachau (41 ans, 4 enfants) et Eugène Jemin (32 ans, célibataire).
Le 19 juin 1922, Adolphe Martin (32 ans) se tue au cours de la construction du puits no 3. Occupé à poser des croisures dans le nouveau puits des ardoisières de l'Espérance, il fait une chute de 4 mètres, emporté par le glissement de madriers.
Le 16 septembre 1922 aux carrières de l'Espérance (chambre 4), un énorme bloc de pierre se détacha et renversa René Pasquier 55 ans (père de trois enfants dont un tué à la guerre). Il se tua en tombant sur une autre pierre.
Le 27 avril 1924, Marc Marie Lebras (51 ans) meurt subitement au cours de son travail aux ardoisières de l'Espérance.
Le 18 novembre 1936, Prosper Bouvet, carrier, se tua en descendant dans un puits pour effectuer des travaux de réparation.

## Les différents puits

### Le puits n°1
Le premier puits (La Carterie)  fut foré vers 1870 et exploité en puits-bouteille (puits sous voûte qui prend la forme d'une bouteille car l'exploitation part d'un goulot étroit qui, à mesure du creusement en profondeur, s'élargit). D'une profondeur de 101 mètres, il fut détruit lors de l'incendie de 1899 causé par la machine d'extraction à vapeur qui mit le feu au boisage.

### Le puits n°2
Le puits no 2 (La Carterie) a été construit à la suite de la catastrophe de 1899. Il utilisait le système d'exploitation « en remontant ». Il avait 200 m de profondeur. Il s'éboula en 1922.

### Le puits n°3
Le puits no 3 (L'Espérance), creusé en 1922, à 210 m de profondeur et travaillé par niveau de 10 m jusqu'à moins 110 m, c’est-à-dire 10 niveaux.

En 1968, le puits est épuisé, il descend alors à 355 mètres.
Le chevalement en bois du puits no 3 ou « la carrée » était unique en France, voire en Europe. Construit en  1922 au-dessus d’un puits de 240 m de profondeur, haut de 14 m, il présentait une structure de charpente en bois simple, massive, supportant les mollettes d’extraction. Il permettait de remonter des blocs de schistes de 4 à 5 tonnes.
Dans le paysage de la Pouëze, il rappelait l'activité ardoisière passée, ressource économique du village pendant deux siècles, mais il se dégradait de plus en plus. L'édifice était inscrit au titre des monuments historiques depuis 1999.
Alors que le projet de restauration venait d’être lancé sous la forme préalable d'une souscription publique, le chevalement s'est effondré du fait de sa vétusté, un jour de temps calme, le 25 février 2011, ne laissant sur place qu'un amas de bois et de fer dont quelques éléments mécaniques et autres pièces d’assemblage étaient peut-être réutilisables.
Grâce à la souscription lancée par la municipalité et à des subventions, le chevalement a été reconstruit à l'identique en 2014 et inauguré le 3 septembre 2016.

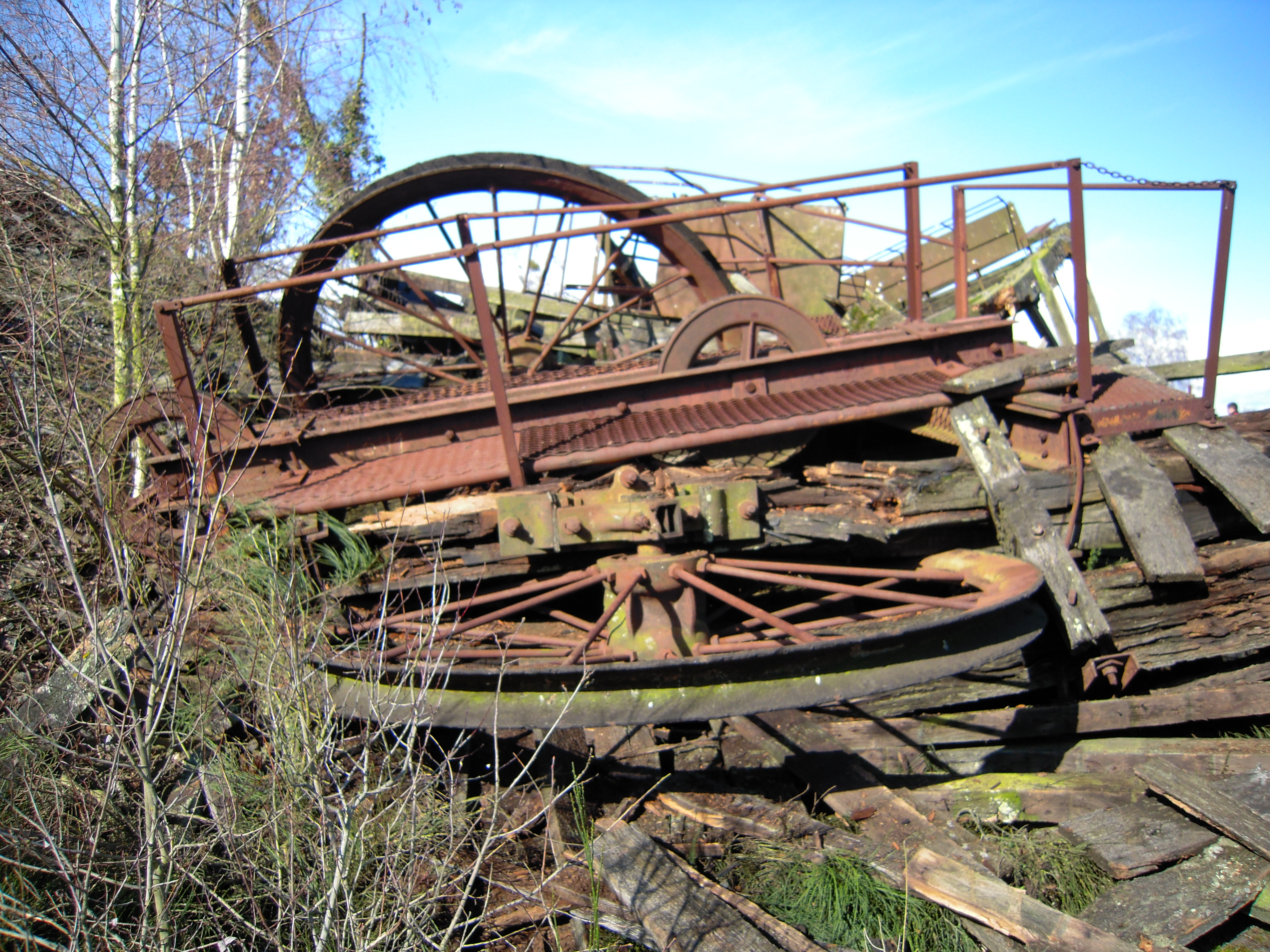
Effondrement du chevalement en 2011.
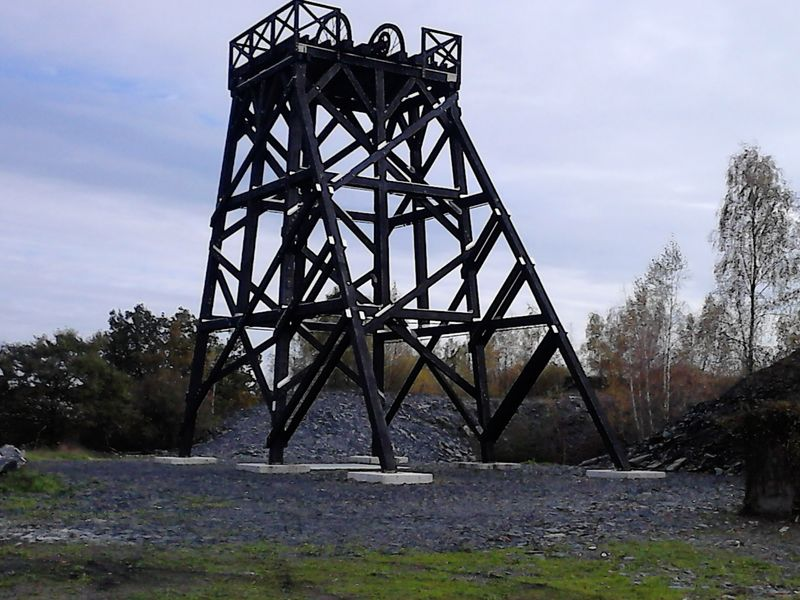
Chevalement restauré en 2014.

### Le puits n°3 bis
Le puits n° 3 bis (La Carterie) est construit en 1941 (il s'agit alors d'un puits de secours de bois en petite section). En 1968, il prend le relais du puits no 3 (qui est épuisé), et est creusé à 450 mètres de profondeur, il est alors remplacé par un chevalement en fer qui sera détruit dans les années 90.

### Le puits de secours/d'aération
Situé derrière le château de la Villenière (à 120 mètres de profondeur). Il a une double fonction, être utilisé en cas d'éboulement et créer un circuit d'air à l'aide de 2 ventilateurs (air qui sortira par la descenderie).

### Le puits du Clos-Colas
Situé au fond de la carrière à ciel ouvert du Clos-Colas.

### Le puits de recherche
Situé au niveau de l'actuelle place des Bouleaux (à 33 mètres de profondeur).

## Vestiges de l'activité ardoisière
Les anciens bureaux (route de Brain).
La cité de la Fiogée.
La cité des Pouëzettes (route de Vern d'Anjou).
Le puits 3 (reconstruction en 2014).
Le "Trou-Colas" (ancienne carrière à ciel ouvert du Clos Colas).
La machinerie du puits 3 bis.
Le portail d'entrée et le bureau de la descenderie (rue du Chemin neuf).
La base en béton d'un des pieds du pont qui traversait la rue des ardoisères (permettant de relier via une voie ferrée la Carterie à la Fiogée).

## Les arts et la culture
Alfred Fouillée, philosophe français né le 18 octobre 1838 à La Pouëze. Son père Julien Fouillée était au moment de la naissance d'Alfred, régisseur de la carrière de La Fiogée. Le philosophe a évoqué le souvenir d'une révolte ouvrière menaçant d'envahir la maison familiale.
Stani Nitkowski, peintre français né à La Pouëze le 29 mai 1949. Son père est venu de Pologne pour travailler aux Ardoisières de La Pouëze. Parmi les œuvres de Stani Nitkowski, certaines sont directement en lien avec l'exploitation de l'ardoise (le tableau La Mine exposé à la mairie de La Pouëze).

### Sources
- Archives municipales, archives départementales de Maine-et-Loire, archives de la Société des ardoisières d'Angers
- Ardoisières du bassin d'Anjou Mayenne (document établi par les organisations syndicales CGT-CFDT-FO en octobre 1981)
- Furcy Soulez-Larivière, Les Ardoisières d'Angers, Angers, 1979, 423 p..
- Gérard Barbin (photogr. Catherine Manœuvrier-Barbin), Gérard Barbin, mineur aux Ardoisières de La Pouëze, Éditions du Petit Pavé, 2021, 100 p. (ISBN 978-2-84712-692-1)